# Монца (автодром)
Национальный автодром Монцы (итал. Autodromo Nazionale di Monza, разг. Монца) — гоночная трасса возле города Монца в Италии, к северу от Милана. Являясь одной из старейших гоночных трасс мира, она обладает богатой историей с элементами легендарности.
Трасса наиболее известна проведением Гран-при Италии Формулы-1 и примечательна тем, что пилоты проходят её на высокой, в целом, скорости, из-за длинных прямых участков. Это самая быстрая трасса современной Формулы-1, на ней установлен рекорд скорости на круге и второй по величине абсолютный результат максимальной скорости. Считается, что эта трасса более требовательна к мощности мотора, нежели к аэродинамическим качествам машины и мастерству гонщика.

## Характеристики
Длинные прямые Монцы, перемежающиеся несколькими поворотами, требуют от машины в первую очередь низкого аэродинамического сопротивления и высокой мощности двигателя и соответствующей настройки коробки передач для достижения максимальной скорости. Антикрылья в Монце настраиваются на близкие к минимальным углам атаки. Также важны эффективные торможения (болид тормозит с 350 до 90 км/ч дважды на круге) и работа подвески при атаке бордюров. С введением систем KERS (ERS) и DRS важность приобрела и их правильная настройка. В Монце практически отсутствуют перепады высот и кочки, но бордюры, установленные в поворотах, имеют относительно большую высоту.

### Технические
- Движение по часовой стрелке.
- 11 поворотов, из них 3 шиканы (4 левых поворотов, 7 правых)
- Длина 5 793 м (по центральной линии).
- Максимальная боковая перегрузка: 3,8 G (в Parabolica)[1].
- Максимальная продольная перегрузка: 5,0 G (в Rettifilio).
- Газ полностью открыт 75—76 % круга
- Начиная с выхода из последнего поворота педаль газа нажата на протяжении 16 секунд подряд.
- Линия старта находится в 309 м впереди линии финиша.
- Самая длинная прямая: 1320 м.
- Самый длинный разгон: ок. 1520 м.
- Максимальная скорость: 362—372,6 км/ч
- Газ не используется 5 % круга.
- Около 42 переключений передач за круг.
- Длина пит-лейн: 417 м.
- Максимальная средняя скорость на круге (264,3 км/ч в квалификации)

### Организационные
- Вместимость трибун: 60 000 стационарных мест, 18 886 ярусных, 56 296 стоячих.
- Количество боксов — 60
- Имеется контракт на проведение Гран-при до 2024 года включительно.

### Рекорды
- Рекорд круга в гонке: 1:21,046, Рубенс Баррикелло, Ferrari, 2004 год, 41-й круг.
- Абсолютный рекорд круга: 1:18,887, Льюис Хэмилтон, Mercedes, 2020 год, квалификация.
- Рекорд скорости: 372,6 км/ч, Хуан-Пабло Монтойя, McLaren, 25 августа 2005 года, тесты.
- Быстрейший пит-стоп 2010—2011 гг.: 21,558 с, Себастьян Феттель, Red Bull, 2010 год, 52-й круг.

### Стратегические
- Дистанция гонки: 53 круга, 306,720 км.
- Продолжительность гонки: около 1 ч 20 мин.
- Среднее время на пит-стопе в 2010-11 г.: 23,3 сек.
- Расход топлива на круг: 2,5—2,8 кг.[2][3]
- Влияние 10 кг топлива на время круга: +0,38 сек.[источник не указан 318 дней]
- Используется низкий уровень прижимной силы и низкий уровень охлаждения. Характерен высокий износ тормозов.
- Вероятность появления автомобиля безопасности: 40 %[источник не указан 318 дней].

### Конфигурация и повороты
Длинная стартовая прямая, на которой болиды достигают максимальных в Формуле-1 скоростей, заканчивается самым жёстким в сезоне торможением (с 350 км/ч до менее чем 100 км/ч, мощность торможения 2240 кВт, перегрузка 5g) перед медленной шиканой «Реттифильо» (правый поворот 80 км/ч, затем левый 70 км/ч), которая проходится с глубокой атакой бордюров. Затем следует длинный пологий поворот «Курва Гранде», который проходится на полном газу, со скоростью 280—300 км/ч. После него находится отсечка хронометража первого сектора трассы; здесь машины тормозят с 330 до 110 км/ч, входя в медленную шикану «Роджиа» (по названию близлежащего района Монцы), также с активной атакой бордюров. Затем — короткий разгон и первый закругленный поворот «Лесмо» 170 км/ч, вновь короткая прямая и второй более угловатый «Лесмо» 140 км/ч. За ним следует прямая с пологим изломом «Серральо» (с ит. «охотничий домик»), в конце её расположена отсечка второго сектора. Сразу за ней начинается торможение с 330 км/ч перед входом в скоростную шикану «Аскари» (названную в честь чемпиона мира 1952—53 гг. Альберто Аскари, разбившегося здесь), которая проходится на скорости 160 км/ч. После неё следует длинная прямая, на которой болиды вновь достигают скорости свыше 330 км/ч, а затем тормозят до 160 км/ч перед входом в последний поворот трассы — «Параболика» (названного так из-за параболической формы: поворот всё время как бы распрямляется и убыстряется). Он позволяет пилотам рано открывать газ на выходе, чтобы достигать на главной прямой максимальной скорости. Из-за расположенного рядом старого овала у этого поворота очень узкая зона безопасности. Раньше здесь располагалась гравийная полоса, однако в 2015 г. она была заасфальтирована, что с одной стороны увеличило безопасность, а с другой — снизило сложность и зрелищность поворота.
Монца — самая быстрая трасса современной Формулы-1; более того, после реконструкции Сильверстоуна в 1991 и Хоккенхайма в 2002 она остается единственной суперскоростной гонкой в чемпионате. Средняя скорость прохождения круга в квалификации превышает 250 км/ч; долго держался рекорд Хуана-Пабло Монтойи 2004 года — 1:19,525 (262,2 км/ч); новый рекорд установил Льюис Хэмилтон в 2020 году — 1:18,887 (264,2 км/ч).
Как и на старой версии трассы в Хоккенхайме, аэродинамика болидов здесь настраивается на низкую прижимную силу; но в отличие от немецкого автодрома, лишенной быстрых поворотов, итальянская трасса требует прохождения скоростных виражей «Курва Гранде» и «Параболика» с минимальным углом атаки антикрыльев.
Монца — традиционно «гонка одного пит-стопа»: из-за большой потери во времени на заезде в боксы (из-за разницы между 350 км/ч на главной прямой и 80 км/ч на пит-лейн) стратегия с более чем одной сменой резины здесь неэффективна.
Автодром имеет три конфигурации: главная (Гран-при) длиной 5,793 км, «младшая» (Junior) трасса длиной 2,405 км и не используемый высокоскоростной овал длиной 4,25 км (находится в аварийном состоянии). Сохранилась также укороченная конфигурация длиной 4,15 км (Circuito Pirelli), но она также не используется.

## История

### Предыстория
Небольшая деревенька Монца стала известна с 6 века н. э., когда здесь стали проводить лето короли лонгбардов и королева Теоделинда основала храм Иоанна Крестителя, в котором повелела хранить величайшую святыню — Железную Корону, по преданию, выкованную из гвоздя Креста Спасителя. Такая святыня позволила Монце иметь собственную политику и даже одно время конфликтовать с более крупным соседом Миланом, но в конце концов она была присоединена к Милану. Со временем эта корона стала сакральным символом власти над Италией, и на протяжении тысячелетий ей короновались все властители Италии. В частности, в 1805 г. именно о ней сказал свои знаменитые слова Наполеон.
Окрестности Монцы исторически служили местом отдыха многих монархов. В конце 18 века австрийский наместник Фердинанд построил здесь королевскую виллу. Затем наместник Наполеона, Евгений Богарне, в 1805 году разбил вокруг неё огромный, тщательно разработанный парк, состоявший из лесной, луговой и водной частей, с многочисленными виллами и архитектурными формами. Это гигантское произведение искусства, соперничавшее с Версалем, впоследствии развивалось австрийцами и итальянцами: были высажены экзотические виды деревьев и трав, разведены редкие породы зверей, птиц и рыб; сейчас Королевский Парк Монцы является одним из самых больших парков Европы и важным объектом исторического наследия. Здесь жил и был убит террористом второй король Италии Умберто I, а затем, начале 20 века, парк был заброшен, и консорциум жителей Монцы организовал в нём несколько развлекательных объектов: оперу, гольф-клуб, ипподром.
Италия со времен первых автогонок играла в них заметную роль: итальянские машины время от времени побеждали в международных соревнованиях, а предложенные итальянцами формы проведения автогонок (Тарга Флорио и Милле Милья) котировались наряду с французским Гран-при и немецким Призом Кайзера. Впервые гонка в формате Гран-при была проведена в Италии в 1921 году, на дорогах близ Брешии, и в ней французы нанесли итальянцам сокрушительное поражение: ни одна итальянская машина не финишировала, а извечные соперники французы сделали дубль. Этот провал мотивировал итальянские автоклубы на организацию более серьёзного соревнования, в котором итальянские команды могли бы взять верх.

### Довоенный период

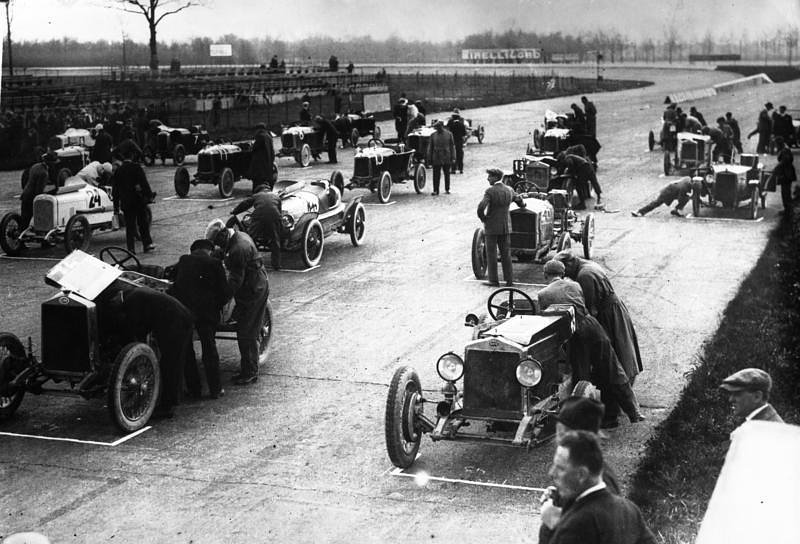
Гонка в Монце, 1925 год

За дело взялся Автомобильный клуб Милана, приурочив постройку к своему 25-летию. Его председатель, сенатор Сильвио Креспи, и директор Артуро Мерцанти выбрали для постройки трассы парк в Монце, а проектирование было поручено инженерам Альфредо Росселли и Пьеро Пуричелли. Креспи добился поддержки Бенито Муссолини. Согласно первоначальному плану, трасса имела длину 14 км и представляла собой два параллельно расположенных неправильных овала разных размеров с одним наклонным виражом, занимавших большую часть королевского парка. 26 февраля 1922 года лучшие итальянские гонщики того времени, Винченцо Лянча и Феличе Наццаро, торжественно вынули лопатами первые куски дёрна, и стройка началась. Но продолжалась она всего два дня: Министерство культуры Италии потребовало прекратить работы по причине «художественной, архитектурной и ландшафтной ценности парка». В конце концов чиновники согласились на постройку трассы, но потребовали полностью изменить проект, чтобы минимизировать вырубку деревьев и использовать уже существующие дорожки парка. Легенда гласит, что эту нетривиальную задачу Росселли решил, случайно положив рядом чертёж одного из рабочих вариантов и схему Индианаполиса. Стройка вновь началась 15 мая; 3500 рабочих использовали 30 грузовиков и 200 вагонов, была проложена специальная узкоколейная железная дорога, и стройка была закончена за 110 дней. Деревья были вырублены только на участке от Серраглио до Аскари, для того чтобы миновать памятник архитектуры — королевский охотничий домик. Ширина стартовой прямой составляла 12 м, перед ней была построена трибуна на 5000 чел. Открытие и первая гонка (в классе «вуатюретт») состоялась дождливым днём 3 сентября 1922 года, и её, как и Гран-при Италии (получивший от AIACR также титул Гран-при Европы), прошедший спустя неделю, выиграл Пьетро Бордино, к полному удовлетворению зрителей и организаторов. На протяжении 1920-х и 30-х годов Монца оставалась одним из крупнейших автодромов мира и получила широкую известность.

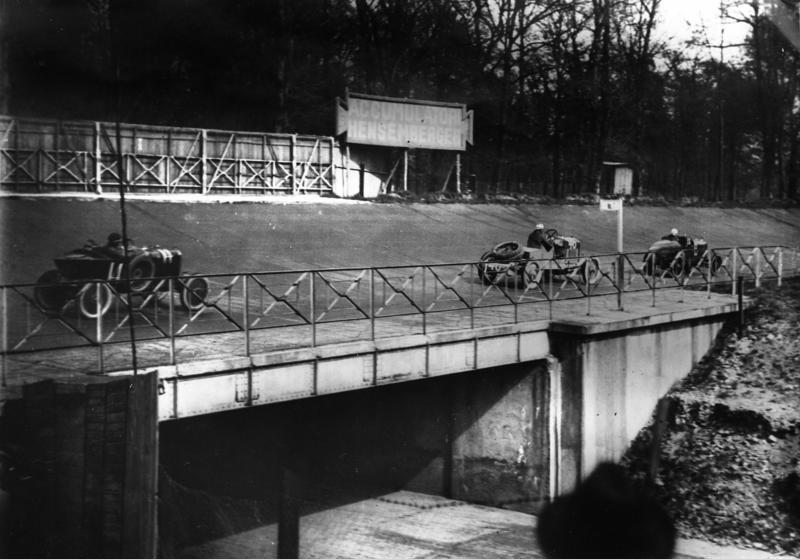
Гран-при Италии 1925 года, Северный вираж

Уже через несколько лет стало очевидным, что архитекторы трассы оказались недальновидны: в своих расчётах они опирались на максимальные скорости около 180—190 км/ч, но уже к середине 1920-х этот рубеж остался позади, и наклонные виражи трассы не позволяли проходить их на полной скорости. Недостаточный наклон виражей и отсутствие мер безопасности стали причиной нескольких серьёзных инцидентов. Уже 9 сентября 1922 года погиб немецкий гонщик Фриц Кун; 26 августа 1923 года, во время тренировок на машине Пьетро Бордино, в северном вираже разрушилось колесо, автомобиль вылетел, гонщик был серьёзно ранен, а механик убит; 8 сентября 1923 года, перед Гран-при Италии, в повороте Виалон вылетел и погиб знаменитый Уго Сивоччи, а год спустя в Лесмо разбился Луи Зборовски. На Гран-при Италии 1928 года произошёл один из самых трагических инцидентов за всю историю автоспорта, закончившийся смертью гонщика Эмилио Матерасси и 22 зрителей: выходя из последнего поворота, Маттерасси атаковал соперника, столкнулся с ним и вылетел с трассы прямо в толпу зрителей, перелетев через ров. Этот случай заставил автоклуб Милана искать способы повышения безопасности; в 1929 году гонка была проведена только на овальной части трека, затем, по предложению президента комитета по автоспорту Винченцо Флорио, использовалась комбинированная схема, включавшая часть дорожной трассы и южный наклонный вираж, а ещё позже гонки вернулись на изначальную, 10-километровую трассу. Но это не помогало: в 1931 году на испытаниях двухмоторной Alfa Romeo погиб Луиджи Арканджелли, а во время Гран-при Монцы Филипп Этанселин сбил трёх зрителей. Гран-при Италии 1933 года журналисты назвали «чёрным»: во время отборочных заездов в южном вираже вылетели и погибли Джузеппе Кампари (последний из легендарных гонщиков Alfa Romeo 1920-х годов) и Баконин Борзаччини, а в финальном заезде в том же самом месте погиб Станислав Чайковски. Причины аварий точно установить не удалось; самой распространённой версией остается вылившееся на трассу масло (из повреждённой машины Феличе Тросси), но также существует предположение, что эти пилоты частично демонтировали тормоза со своих машин. Несколько последующих гонок вновь были проведены на различных конфигурациях трека, но смерти продолжались. Автоклуб Милана принял решение о реконструкции трассы, и сразу после Гран-при Италии 1938 года начались строительные работы.

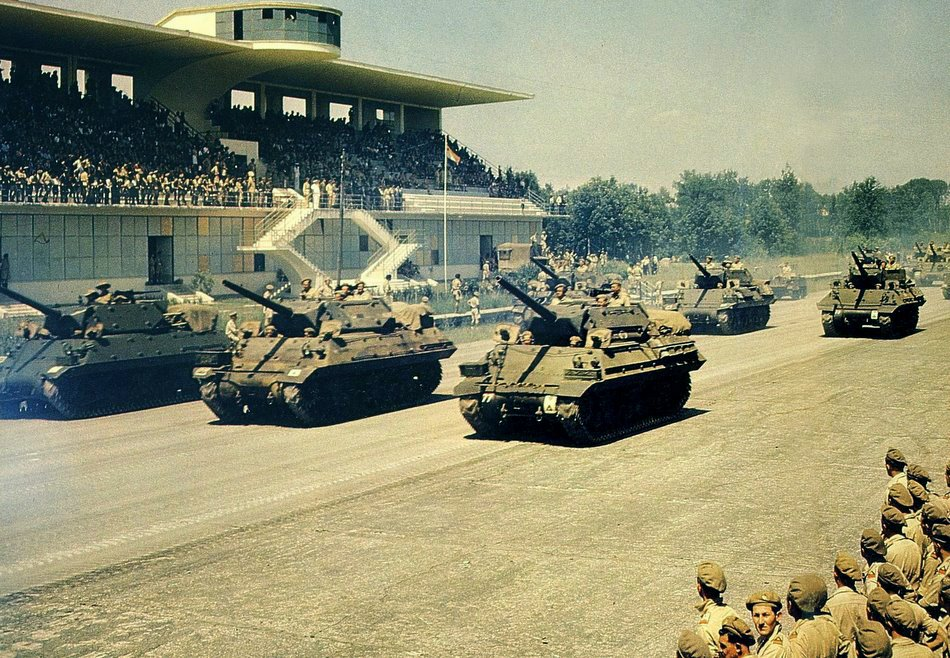
14 мая 1945, САУ М10 и танки Шерман на стартовой прямой Монцы.

Проведённая в 1938—1939 гг. перестройка затронула все части трассы. Были возведены новая трибуна на 2000 мест с рестораном и башней хронометристов, бетонная ограда, новые ворота, здание боксов с 30 боксами, заново положено покрытие, наклонные виражи были разрушены, построена новая задняя прямая (параллельно старой, но западнее), поворот «Виалон» был сглажен, а в северной части трассы было проложено новое полотно, образовавшее два поворота укороченного варианта трассы. В результате трасса Гран-при получила длину 6,3 км, которая сохранялась до 1954 года, и появилась новая укороченная конфигурация, длиной 4,15 км. Последними поворотами трассы, получившими название «Ведано», стала часть дорожек парка, которые были вымощены камнем. До войны новая конфигурация трассы использовалась лишь для нескольких тестовых заездов, а гонок на ней так и не было проведено. Во время войны трек использовался для различных нужд: хранения военной техники, размещения зоопарка, архивов и учреждений. Милан, как крупный промышленный и военный центр, подвергался интенсивным ковровым бомбардировкам. Кроме того, 14 мая 1945 года союзными войсками в Королевском парке был проведён парад Победы, в ходе которого по асфальту автодрома прошла вся бронетехника и артиллерия одной из бронетанковых дивизий, сильно повредившая полотно.

### Послевоенный период

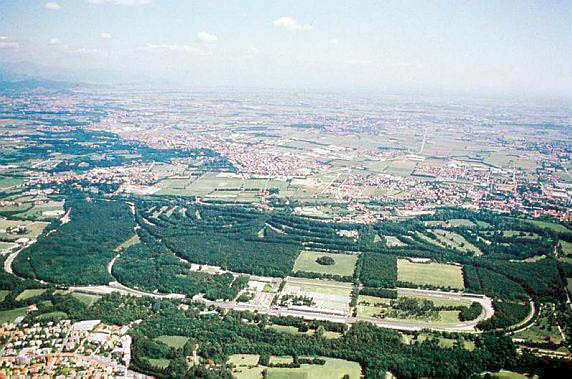
Фотография Монцы с воздуха

В начале 1948 года автоклуб Милана принял решение о восстановлении трассы. Ремонтные работы проводились в течение двух месяцев, и в результате трек был полностью восстановлен в конфигурации 1939 года. Первая гонка была проведена в октябре 1948 года, и в таком виде трасса принимала Гран-при до 1954 года. В 1955 году вновь начались работы по перестройке трассы: был построен новый поворот, радиус которого расширялся к выходу («Параболика»), и заново построены наклонные виражи, теперь уже с бетонным основанием и с вогнутым профилем (итал. sopraelevata), угол наклона которого в верхней части достигал 80 градусов. В результате дорожная часть трассы увеличилась до 5,75 км, а высокоскоростной овал уменьшился до 4,25 км. Эти две трассы, так же как и раньше, могли быть скомбинированы для создания одной длинной 10-километровой трассы, где машины на главной прямой едут параллельно. Также была усовершенствована и инфраструктура автодрома: построены новое административное здание, информационное табло с подсветкой, пресс-центр.
Гран-при возвращались на этот высокоскоростной овал в 1955, 1956, 1960 и 1961 годах. Во время последней гонки произошёл серьёзный несчастный случай, когда Вольфганг фон Трипс и 11 зрителей погибли возле поворота «Параболика». Несмотря на тот факт, что непрофилированные повороты послужили причиной этой катастрофы, гонки Формулы-1 больше на овале никогда не проводились (за исключением съёмок фильма «Большой приз» в 1966 году). После аварии быстро были добавлены новые рельсы безопасности и ограждения, боксы были отодвинуты дальше от непосредственно дорожного полотна. В 1965 году к поворотам были добавлены полосы безопасности после смертельного случая в гонке спортпрототипов «1000 километров Монцы». До возвращения гонок Гран-при в 1966 году конфигурация трассы не менялась, а в 1966 году к поворотам были добавлены несколько шикан. Последняя гонка «1000 километров Монцы» проводилась на трассе в 1969 году. В отличие от овала АФУС в Берлине, уничтоженного в 1967 году, кольцо Pista di Alta Velocità всё ещё существует, хотя и в очень плохом состоянии. Проводится сбор подписей под петицией для предотвращения его обветшания или даже разрушения. Степень заброшенности заметна в фильме «Большой приз» — когда автомобили проносятся по овалу, на асфальте заметны большие пятна от ржавчины, которая стекала с заброшенных постов маршаллов, которые заметно проржавели, ведь овал не использовался в то время уже пять лет. Но по сей день на участке присутствует асфальт.
В 2014 году овал был реставрирован — был уложен новый асфальт, а также восстановлены ограждения.

## Изменения
С 1966 года постоянными аттракционами в Монце были как автогонки, так и мотогонки Гран-при, но с ростом скоростей трасса была «замедлена» в 1972 году двумя шиканами. Мотоциклы Гран-при продолжали пользоваться исходной трассой до тех пор, пока две гонки не стали результатом пяти смертей в 1973 году (среди погибших были Ренцо Пазолини и Ярно Сааринен). Мотогонки не возвращались в Монцу до 1981 года. В 1972 году шиканы были признаны недостаточно эффективными для замедления машин и одна из них была переделана в 1974 году, другая — в 1976 году, а также в том же году была добавлена третья, с расширенной полосой безопасности. Круг гонки Гран-при тогда стал составлять 5,8 км.
Поскольку развитие технологий позволяло автомобилям развивать всё большую скорость, трасса в очередной раз была изменена в 1979 году добавлением бордюров, расширенных полос безопасности и улучшенных барьеров из отработанных покрышек; инфраструктура также была усовершенствована. Эти изменения поощрили возвращение чемпионата мира по мотоспорту в 1981 году, но дальнейшие работы по безопасности продолжались в течение всех 1980-х годов. Также в 80-х были либо перестроены, либо улучшены подиум, паддок, комплекс боксов и трибуны.
После гибели Айртона Сенны на Гран-при Сан-Марино в 1994 году, в течение 1994—95 годов три главных поворота были «ужаты» c тем, чтобы разместить широкие гравийные ловушки, что привело к укорачиванию трассы до 5,77 км. В 1997 году трибуны были перестроены, что позволило им расширить свою вместимость до 51 000 зрителей.
В 2000 году шиканы в конце главной прямой были изменены: вместо двух шикан «поворот влево — поворот вправо» появилась одиночная «поворот вправо — поворот влево» для того, чтобы уменьшить частые происшествия после старта на торможении. Также была модифицирована и вторая шикана. В Гран-при Формулы-1 того же года, в котором впервые использовались эти шиканы, после большого столкновения во второй шикане отлетевшими обломками был убит маршал.
Длина трассы в текущей конфигурации составляет 5,793 км.

## Победители по годам
| Сезон | Пилот                  | Конструктор           | Отчёт |
| ----- | ---------------------- | --------------------- | ----- |
| 1950  | Нино Фарина            | Alfa Romeo            | Отчёт |
| 1951  | Альберто Аскари        | Ferrari               | Отчёт |
| 1952  | Альберто Аскари        | Ferrari               | Отчёт |
| 1953  | Хуан-Мануэль Фанхио    | Maserati              | Отчёт |
| 1954  | Хуан-Мануэль Фанхио    | Mercedes-Benz         | Отчёт |
| 1955  | Хуан-Мануэль Фанхио    | Mercedes-Benz         | Отчёт |
| 1956  | Стирлинг Мосс          | Maserati              | Отчёт |
| 1957  | Стирлинг Мосс          | Vanwall               | Отчёт |
| 1958  | Тони Брукс             | Vanwall               | Отчёт |
| 1959  | Стирлинг Мосс          | Cooper                | Отчёт |
| 1960  | Фил Хилл               | Ferrari               | Отчёт |
| 1961  | Фил Хилл               | Ferrari               | Отчёт |
| 1962  | Грэм Хилл              | British Racing Motors | Отчёт |
| 1963  | Джим Кларк             | Lotus                 | Отчёт |
| 1964  | Джон Сёртис            | Ferrari               | Отчёт |
| 1965  | Джеки Стюарт           | British Racing Motors | Отчёт |
| 1966  | Лудовико Скарфиотти    | Ferrari               | Отчёт |
| 1967  | Джон Сёртис            | Honda                 | Отчёт |
| 1968  | Денни Халм             | McLaren-Ford          | Отчёт |
| 1969  | Джеки Стюарт           | Matra-Ford            | Отчёт |
| 1970  | Клей Регаццони         | Ferrari               | Отчёт |
| 1971  | Питер Гетин            | British Racing Motors | Отчёт |
| 1972  | Эмерсон Фиттипальди    | Lotus-Ford            | Отчёт |
| 1973  | Ронни Петерсон         | Lotus-Ford            | Отчёт |
| 1974  | Ронни Петерсон         | Lotus-Ford            | Отчёт |
| 1975  | Клей Регаццони         | Ferrari               | Отчёт |
| 1976  | Ронни Петерсон         | March-Ford            | Отчёт |
| 1977  | Марио Андретти         | Lotus-Ford            | Отчёт |
| 1978  | Ники Лауда             | Brabham-Alfa Romeo    | Отчёт |
| 1979  | Джоди Шектер           | Ferrari               | Отчёт |
| 1981  | Ален Прост             | Renault               | Отчёт |
| 1982  | Рене Арну              | Renault               | Отчёт |
| 1983  | Нельсон Пике           | Brabham-BMW           | Отчёт |
| 1984  | Ники Лауда             | McLaren-TAG           | Отчёт |
| 1985  | Ален Прост             | McLaren-TAG           | Отчёт |
| 1986  | Нельсон Пике           | Williams-Honda        | Отчёт |
| 1987  | Нельсон Пике           | Williams-Honda        | Отчёт |
| 1988  | Герхард Бергер         | Ferrari               | Отчёт |
| 1989  | Ален Прост             | McLaren-Honda         | Отчёт |
| 1990  | Айртон Сенна           | McLaren-Honda         | Отчёт |
| 1991  | Найджел Мэнселл        | Williams-Renault      | Отчёт |
| 1992  | Айртон Сенна           | McLaren-Honda         | Отчёт |
| 1993  | Деймон Хилл            | Williams-Renault      | Отчёт |
| 1994  | Деймон Хилл            | Williams-Renault      | Отчёт |
| 1995  | Джонни Херберт         | Benetton-Renault      | Отчёт |
| 1996  | Михаэль Шумахер        | Ferrari               | Отчёт |
| 1997  | Дэвид Култхард         | McLaren-Mercedes      | Отчёт |
| 1998  | Михаэль Шумахер        | Ferrari               | Отчёт |
| 1999  | Хайнц-Харальд Френтцен | Jordan-Honda          | Отчёт |
| 2000  | Михаэль Шумахер        | Ferrari               | Отчёт |
| 2001  | Хуан-Пабло Монтойя     | Williams-BMW          | Отчёт |
| 2002  | Рубенс Баррикелло      | Ferrari               | Отчёт |
| 2003  | Михаэль Шумахер        | Ferrari               | Отчёт |
| 2004  | Рубенс Баррикелло      | Ferrari               | Отчёт |
| 2005  | Хуан-Пабло Монтойя     | McLaren Mercedes      | Отчёт |
| 2006  | Михаэль Шумахер        | Ferrari               | Отчёт |
| 2007  | Фернандо Алонсо        | McLaren-Mercedes      | Отчёт |
| 2008  | Себастьян Феттель      | Toro Rosso-Ferrari    | Отчёт |
| 2009  | Рубенс Баррикелло      | Brawn GP              | Отчёт |
| 2010  | Фернандо Алонсо        | Ferrari               | Отчёт |
| 2011  | Себастьян Феттель      | Red Bull-Renault      | Отчёт |
| 2012  | Льюис Хэмилтон         | McLaren-Mercedes      | Отчёт |
| 2013  | Себастьян Феттель      | Red Bull-Renault      | Отчёт |
| 2014  | Льюис Хэмилтон         | Mercedes              | Отчёт |
| 2015  | Льюис Хэмилтон         | Mercedes              | Отчёт |
| 2016  | Нико Росберг           | Mercedes              | Отчёт |
| 2017  | Льюис Хэмилтон         | Mercedes              | Отчёт |
| 2018  | Льюис Хэмилтон         | Mercedes              | Отчёт |
| 2019  | Шарль Леклер           | Ferrari               | Отчёт |
| 2020  | Пьер Гасли             | AlphaTauri            | Отчёт |
| 2021  | Даниэль Риккардо       | McLaren F1 Team       | Отчёт |
| 2022  | Макс Ферстаппен        | Red Bull              | Отчёт |
| 2023  | Макс Ферстаппен        | Red Bull              | Отчёт |
| 2024  | Шарль Леклер           | Ferrari               | Отчёт |